# Királynék völgye 38
A Királynék völgye 38 (QV38) egy ókori egyiptomi sír a Királynék völgyében. Tulajdonosa Szitré királyné, a XIX. dinasztia első fáraójának, I. Ramszesznek a felesége, I. Széthi anyja.
Szitré túlélte férjét, és fia uralkodása alatt temették el; a sírban nagy királyi anyaként említik. Mivel Ramszesz nem származott királyi családból, idős emberként került trónra, és kevesebb mint két évig uralkodott, nem volt sok idő sem az ő sírjának (Királyok völgye 16), sem felesége sírjának elkészítésére; mindkettő egyszerű alaprajzú, befejezetlen, díszítése festett domborműves alakok helyett csak festett alakokból áll. Mindkét sír azt mutatja, hogy a munkások igyekeztek legalább a legalapvetőbb munkálatokkal elkészülni és így a legfontosabb feladatokat előrevenni. Erik Hornung rámutat, hogy I. Ramszesz sírja emiatt nagyon jól mutatja, mi számított létfontosságú elemnek egy sír díszítése során.
A sír egyenes tengelyű, egy lefelé vezető lépcsőből és két, egymást követő helyiségből áll. Stílusában hasonlít a QV33 és a QV36 sírokhoz. A sírkamra vakolt falára felvázolták az alakok körvonalait a dekorációhoz, a mögötte lévő másik helyiséget éppen csak kivájták, fala vakolatlan, durva felületű maradt. A sírkamra négy falában négy falfülke található ún. varázstéglák számára, melyekre varázsszövegeket írtak. A sír befejezetlensége miatt megfigyelhető a díszítés máshonnan is ismert folyamata: a vörös festékkel felrajzolt, gyakran javítások nyomát mutató vázlat, majd a feketével felrajzolt, részletesebb körvonalak. A sírkamra két oldalán a képek felvonuló isteneket ábrázolnak, akik a sír bejárata felé néznek, köztük vannak a Hórusz-fiak, a négy védőistennő (Ízisz, Nebethet, Szelket, Néith), valamint Anubisz és pár kisebb isten a Halottak Könyvéből. A hátsó falon termékenységistenek mutatnak be áldozatot Szitrének, a királyné alakja fölött pedig címei láthatóak egy csíkban. Itt a vázlatot felrajzoló munkás hibázott és Szelket istennőt rajzolta a címeknek fenntartott helyre, de ezt javították.
A sír mennyezetén Nut istennő szárnyas alakja látható. Ez az ábrázolás később általánossá vált, I. Széthi korában azonban újdonságnak minősült, eltért a korábbi hagyománytól, melynél kék háttéren sárga csillagok kerültek a mennyezetre (bár szarkofágok belső fedelén Nut már a XVIII. dinasztia alatt is szerepelt). Lehetséges, hogy Szitré sírja az első, ahol az istennő megjelenik a mennyezeten. Az istennő sárgával festett, vörös körvonalas alakja az egyetlen színesre festett alak a mennyezeten.